# Guerra escocesa-norueguesa
A guerra escocesa-norueguesa foi um conflito que ocorreu entre 1262 e 1266 entre Noruega, sob o reinado de Haakon IV da Noruega e Escócia, sob Alexandre III da Escócia. O conflito iniciou-se pelos desacordos sobre a soberania das Hébridas, e sua única batalha significativa foi a batalha de Largs, de resultado incerto.

## Antecedentes
A soberania norueguesa sobre as Hébridas estava em disputa desde os anos 1240, quando o rei Alexandre II da Escócia tentou convencer ao rei Haakon IV da Noruega para que lhe vendesse estes territórios. Durante quase uma década continuaram as negociações, que terminaram com a morte de Alexandre II. Seu sucessor, Alexandre III da Escócia, enviou em 1262 um Ultimato a Haakon, no que afirmava que, se não fossem vendidas as ilhas, tomá-las-ia pela força.

## A guerra
Haakon respondeu a estas ameaças reunindo uma frota com mais de 120 barcos, ocupados por leidang (camponeses recrutados para tal), e indo em 1263 a defender as Ilhas Ocidentais. Depois de controlar as Hébridas, Haakon instalou-se na ilha de Arran, onde iniciou negociações com os escoceses. Alexandre III tentou prolongar as conversas o máximo possível, na espera das habituais tormentas de outono, mas Haakon adivinhou sua intenção e decidiu atacar antes do previsto. Desafortunadamente para ele, as tormentas chegaram antes do habitual nesse ano, e a maioria de seus barcos ficaram inutilizados. Haakon retirou-se então durante um breve período para consertar seus barcos, e em outubro de 1263 desembarcou em Largs, dando início à batalha de Largs. 
Devido ao mau tempo, Haakon não pôde desembarcar todas suas forças; de fato, além de cinco ou seis embarcações que encalharam na praia, só um barco de reforços conseguiu chegar ao lugar do confronto. Os noruegueses, em clara inferioridade numérica (800 homens em frente aos 8.000 escoceses, incluídos 500 cavaleiros armados), foram atacados primeiro pelos arqueiros escoceses e depois pelo grosso de seu exército. Quando tentaram se retirar, desordenadamente, viram como muitas de seus navios se afundavam por sobrepeso. Finalmente, os noruegueses conseguiram assegurar sua posição de defesa e organizar uma retirada ordenada. No dia seguinte, Haakon pediu uma trégua para recolher os cadáveres, que Alexandre III concedeu. Depois desta breve escaramuça, Haakon retirou-se às Órcades para passar o inverno, mas adoeceu e morreu em dezembro desse mesmo ano. Seu sucessor, Magno VI da Noruega, finalmente cedeu as posses da Ilha de Man e das Hébridas a Alexandre III em 1266, em troca de 4000 marcos e outros 100 anuais a perpetuidade. As condições desta cessão especificaram-se no Tratado de Perth de 1266.

## Consequências
Ainda que as tensões entre os noruegueses e os escoceses não desapareceram imediatamente, com o tempo suas culturas se entrelaçaram nas ilhas. Esta união de culturas celebra-se atualmente com um festival anual em Largs, onde se lutou a batalha mais importante desta guerra.